# Beuvron (Èvre)
Der Beuvron ist ein kleiner Fluss in Frankreich, der im Département Maine-et-Loire in der Region Pays de la Loire verläuft. Er entspringt im Ortsgebiet von Saint-Léger-sous-Cholet unter dem Namen Ruisseau de Chiron, entwässert durch die Landschaft Mauges im Oberlauf Richtung Nordnordost, schwenkt dann auf Nordwest und mündet nach insgesamt rund 17 Kilometern im Gemeindegebiet von Beaupréau-en-Mauges als linker Nebenfluss in die Èvre.

## Orte am Fluss
(Reihenfolge in Fließrichtung)
- Saint-Léger-sous-Cholet
- Le May-sur-Èvre
- Belle Fontaine, Gemeinde Bégrolles-en-Mauges
- Andrezé, Gemeinde Beaupréau-en-Mauges
- Les Hommes, Gemeinde Beaupréau-en-Mauges